# Virandeville
Virandeville – miejscowość i gmina we Francji, w regionie Normandia, w departamencie Manche.
Według danych na rok 1990 gminę zamieszkiwało 731 osób, a gęstość zaludnienia wynosiła 89 osób/km² (wśród 1815 gmin Dolnej Normandii Virandeville plasuje się na 308. miejscu pod względem liczby ludności, natomiast pod względem powierzchni na miejscu 633.).